# Закрут річки

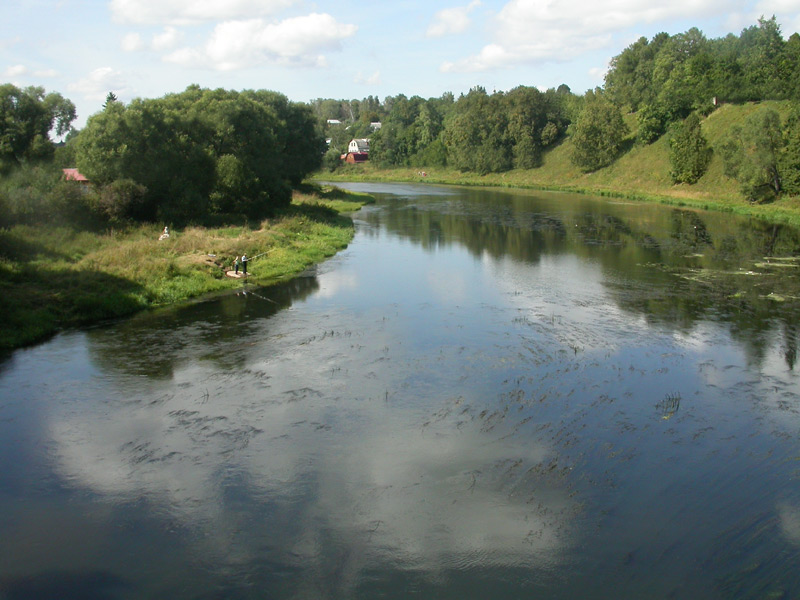
Закрут річки Руза.

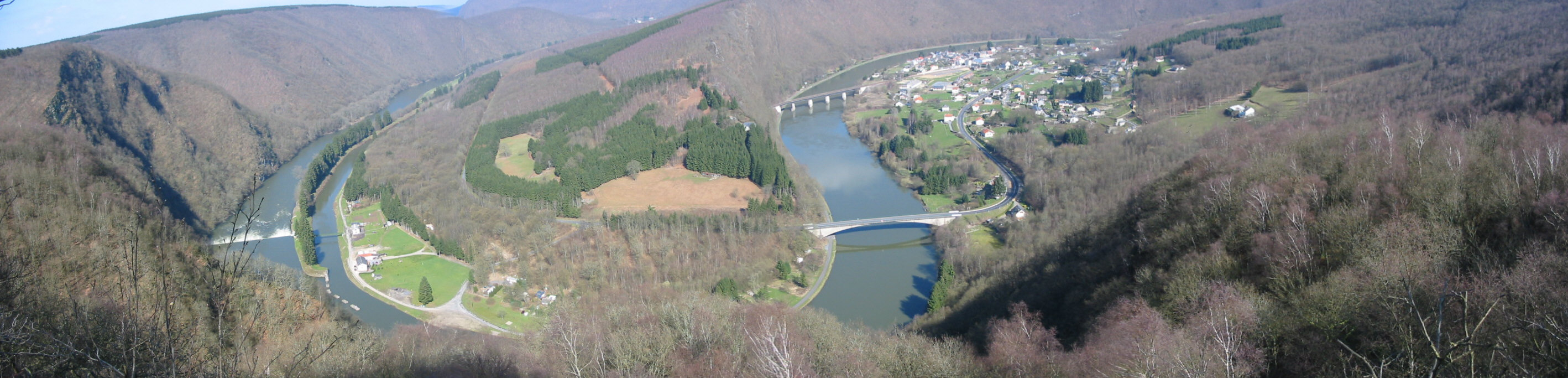
Вимушений поворот річки Мааса.

За́крут річки — плавний вигин річища річки або іншого водотоку, ділянка між двома суміжними точками перегину його осьової лінії.
Часто термін закрут ототожнюється з терміном меандр, але це не завжди правильно.
Закрути річок утворюються як при меандруванні, так і з інших причин: геологічних, геоморфологічних та інших. Якщо при меандруванні закрути мають причиною утворення закономірний плановий розвиток русла, тобто, процес меандрування, то в цьому випадку термін закрут і меандрування практично ідентичні. Якщо звивистість річки обумовлена обтіканням перешкоди, а також у врізаних і адаптованих річках, то у цьому випадку має місце закрут річки, а не меандра.